# Blue Book (standard)
Il Blue Book (libro blu) è uno standard di Compact disc sviluppato nel 1995 da Philips e Sony. Definisce il formato Enhanced Music CD (E-CD, noto anche come CD-Extra, CD-Plus e CD+), che combina tracce audio e tracce dati sullo stesso disco. Il formato è stato creato come un modo per risolvere il problema dei CD in modalità mista, che non erano adeguatamente supportati da molti lettori CD.
La prima sessione di un disco Enhanced Music CD contiene le informazioni audio secondo le specifiche del Red Book (libro rosso). Pertanto i lettori CD leggono la prima sessione di questo disco come fosse un normale CD audio. La seconda sessione contiene dei file di dati con informazioni relative alle tracce della prima sessione. Ad esempio le informazioni contenute nei file possono essere: titolo dell'album, lista delle canzoni, testi delle canzoni, dati sulla qualità audio e così via. La seconda sessione verrà letta solamente dai computer con un lettore CD-ROM o da lettori CD che supportano il formato Enhanced Music CD.